# オオカワセミ
オオカワセミ（学名：Alcedo hercules）は、ブッポウソウ目カワセミ科カワセミ属に分類される鳥の一種。バングラデシュ、インド、中国、ブータン、ミャンマー、ラオス、ベトナムの常緑樹林帯の水辺およびそれに隣接する標高200–1,200 m（主に400–1,000 m）の地域に生息する。英名はイギリスの動物学者Edward Blythに因む。